# 王宥謙
王宥謙（2009年12月7日—），綽號「大頭」，臺灣童星。演出詹仁雄主導的網路短劇《中學頭條》引起矚目。後參演民視電視電影《老鼠捧茶請人客》。在2019年民視八點檔連續劇《多情城市》中飾演幼年的「劉加烈」而知名度大增。而後也參演了三立台灣台在2022年播出的八點檔連續劇《一家團圓》。

## 演出作品

### 電影
| 上映年份 | 上映國家 | 劇名                       | 角色           |
| 2018年   | 台灣     | 《九月四日》               | 胡信的孫子     |
| 2019年   | 台灣     | 《第九分局》               | 隋棠身邊的小鬼 |
| 2021年   | 台灣     | 《月老》                   | 被附身小學生   |
| 2023年   | 台灣     | 《我的婆婆怎麼把OO搞丟了》 | 小飛           |
| 2023年   | 台灣     | 《我的麻吉4個鬼》          | 許辰緯（童年） |

### 微電影
| 上映年份 | 上映國家 | 劇名         | 角色   |
| 2020年   | 台灣     | 《奇幻書店》 | 小葛桐 |

### 網路劇
| 劇名         | 角色   |
| 《中學頭條》 | 王宥謙 |
| 《媽媽秀》   | 大頭   |

### 動畫配音
| 上映年份 | 劇名         | 配音角色   |
| 2024年   | 《妖怪森林》 | 魔神仔路達 |

### 電視劇
| 首播年份 | 播出頻道                        | 劇名                           | 角色                              |
| 2016年   | 東森電視台                      | 《如朕親臨》                   | 許諾                              |
| 2017年   | 大愛電視台                      | 《我家的方程式》               | 徐榮壽（童年）                    |
| 2017年   | 大愛電視台                      | 《我綿一家人》                 | 鄭穎彥（童年）                    |
| 2018年   | 大愛電視台                      | 《掌中人生》                   | 王金福（童年）                    |
| 2019年   | 民視                            | 《老鼠捧茶請人客》（迷你劇集） | 全全                              |
| 2019年   | 大愛電視台                      | 《雨過天青》                   | 陳文義（童年）                    |
| 2019年   | 華視                            | 《俗女養成記》                 | 林天賜（阿狗）                    |
| 2019年   | 民視                            | 《多情城市》                   | 劉加烈（童年）                    |
| 2019年   | 客家電視台                      | 《四分之3》                    | 曾和宇（童年）                    |
| 2020年   | 台視                            | 《生生世世》                   | 葉明仁（童年）                    |
| 2020年   | 公視                            | 《我的婆婆怎麼那麼可愛》       | 小飛                              |
| 2020年   | 民視                            | 《黑喵知情》                   | 羅鈞（童年）                      |
| 2020年   | HBO Asia                        | 《戒指流浪記》                 | 小威                              |
| 2020年   | 優酷                            | 《預支未來》                   | 小傑                              |
| 2021年   | 大愛電視台                      | 《姊姊向前衝》                 | 龔晉鈺（幼年）                    |
| 2021年   | 公視                            | 《火神的眼淚》                 | 張志遠（童年）                    |
| 2021年   | 大愛電視台                      | 《觀音對我笑》                 | 謝明達（童年）                    |
| 2021年   | 台視                            | 《2049－刺蝟法則》             | 雨晴親戚                          |
| 2021年   | 公視台語台、民視                | 《孟婆客棧》                   | 鱷魚                              |
| 2022年   | 衛視中文台                      | 《如果花知道》                 | 張家豪（童年）                    |
| 2022年   | 衛視中文台                      | 《我和我的鋼四壁》             | 劉放（童年）                      |
| 2022年   | 三立台灣台                      | 《一家團圓》                   | 張嘉全（全全）張正男 （靈魂交換） |
| 2022年   | 台視                            | 《美麗人生》                   | 楊立功（童年）                    |
| 2022年   | 公視                            | 《村裡來了個暴走女外科》       | 佑佑                              |
| 2022年   | Disney+、bilibili               | 《正義的算法》                 | 蘇逸豪                            |
| 2022年   | 公視、MyVideo、台視             | 《茁劇場－綠島金魂》           | 嘟嘟                              |
| 2023年   | 客家電視台                      | 《暗夜微光》                   | 徐利齊（童年）                    |
| 2023年   | Hami Video、friDay影音          | 《火星上的維納斯》             | 小阿本                            |
| 2023年   | 中視                            | 《開創者》                     | 得得                              |
| 2024年   | 大愛電視台                      | 《你準備萌芽了嗎？》           | 王志偉                            |
| 2024年   | 公視                            | 《我的婆婆怎麼那麼可愛2》      | 小飛                              |
| 2024年   | Hami Video、MyVideo、friDay影音 | 《妮波自由式》                 | 彥儒                              |
| 2025年   | 大愛電視台                      | 《生日快樂》                   | 林勝實（童年）                    |
| 2025年   | 公視                            | 《我們與惡的距離 II》          | 劉正圖                            |

## 獲獎
- 《2018亞洲盃全國精英總決賽_古典鋼琴兒童P1組》 ─ 冠軍
- 《第42屆河合之友鋼琴比賽，音樂班高年紀組》 ─ 初賽冠軍，決賽冠軍
- 《2021歐洲盃國際音樂藝術大賽，五年級鋼琴音樂班組》 ─ 冠軍
- 《2022卓越盃全國音樂大賽，六年級鋼琴音樂班組》 ─ 冠軍

## 外部連結
- 吊嘎型男.大頭兒.王宥謙的Facebook專頁